# Университетская система документации

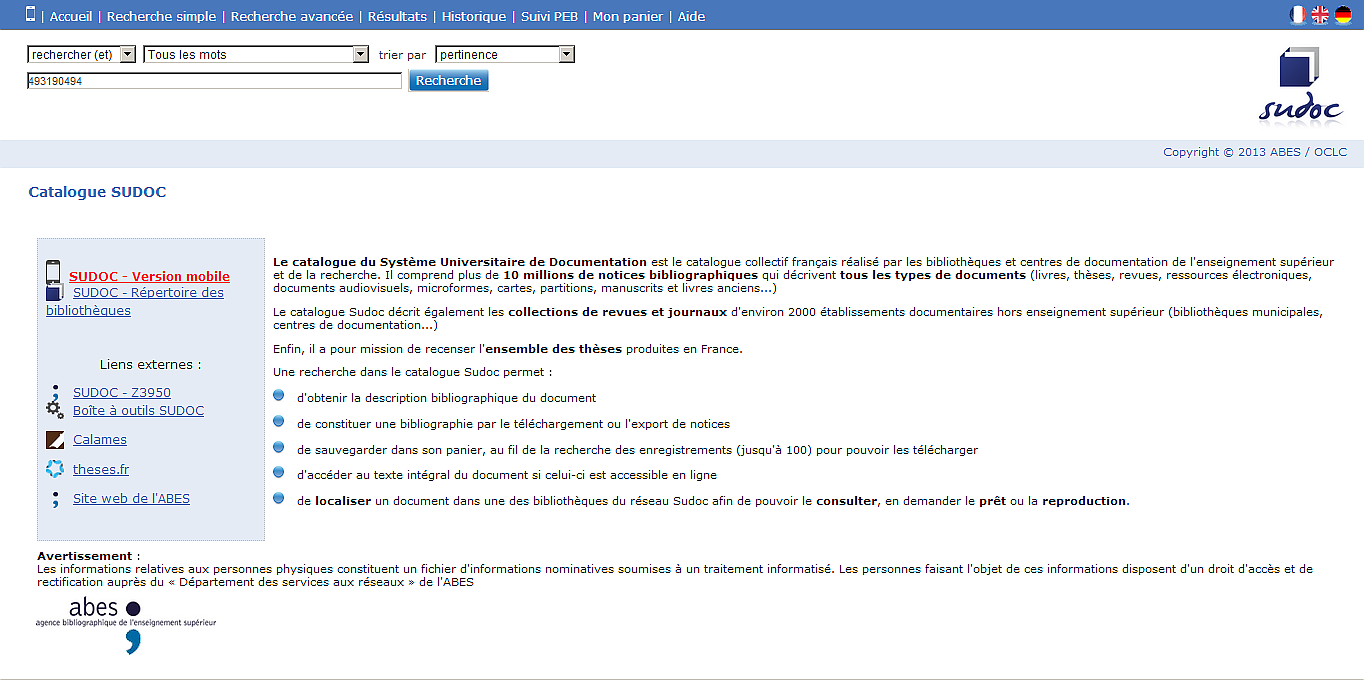
Скриншот с Университетской системы документации (SUDOC)

Университетская система документации (фр. Système Universitaire de Documentation, SUDOC) является сводной библиографической базой данных (каталогом) университетов и других высших учебных заведений Франции, научно-исследовательских библиотек и около 3400 ресурсных центров документации. Каталог был создан в 1999 году.
По состоянию на сентябрь 2011 года каталог включал около 10 миллионов библиографических записей, описывающих все виды документов — монографии, диссертации, периодические издания в целом, статьи, рукописи, аудиовизуальные документы, карты, ноты, старые книги, специальные виды документов, электронные ресурсы.
SUDOC находится под управлением Библиографического агентства по высшему образованию.
SUDOC является частью виртуального базового проекта Виртуальный международный авторитетный файл (VIAF).